# Polokwane
Polokwane (dawniej Pietersburg, wymowa afrikaans: [pitɛrsbœrχ]) – miasto w Republice Południowej Afryki, stolica prowincji Limpopo, siedziba gminy Polokwane. Biali stanowią w mieście 40% mieszkańców.
Położone na wysokości 1312 m n.p.m., znajdowało się na głównym odcinku szlaku wiodącego na północ, do Zimbabwe.
Założone zostało przez przybyłych tu w 1886 roku Burów oraz nazwane Pietersburg na cześć generała Petrusa Jacobusa "Piet" Joubera.
Podczas wojen burskich miasto stało się stolicą republiki Transwalu. W 1901 roku miasto zostało zdobyte przez Brytyjczyków.
W roku 2002 rząd południowoafrykański rozpoczął ogólnokrajową zmianę nazw miast, których nazwy przypominały politykę apartheidu.
Nazwany przez białych Pietersburg został więc przechrzczony w 2003 roku na obecną nazwę Polokwane. Nazwa ta pochodzi z języka pedi i oznacza w dosłownym tłumaczeniu "pewne miejsce".
W roku 1984 Polokwane zamieszkiwało 79 000 ludzi (z których 14 000 stanowili biali). Obecnie miasto liczy 440 111 mieszkańców (2003).
Polokwane jest ośrodkiem wydobywczym diamentów. Dzięki położeniu na wysokości 1312 metrów miasto posiada przyjemny klimat z przeciętnymi temperaturami 27 °C w lecie i 20 °C w zimie. Liczba opadów w lecie oscyluje pomiędzy 400 a 600 mm.
Polokwane było jednym z gospodarzy Mistrzostw Świata w Piłce Nożnej 2010 w RPA.